# Båten vid Bulverket

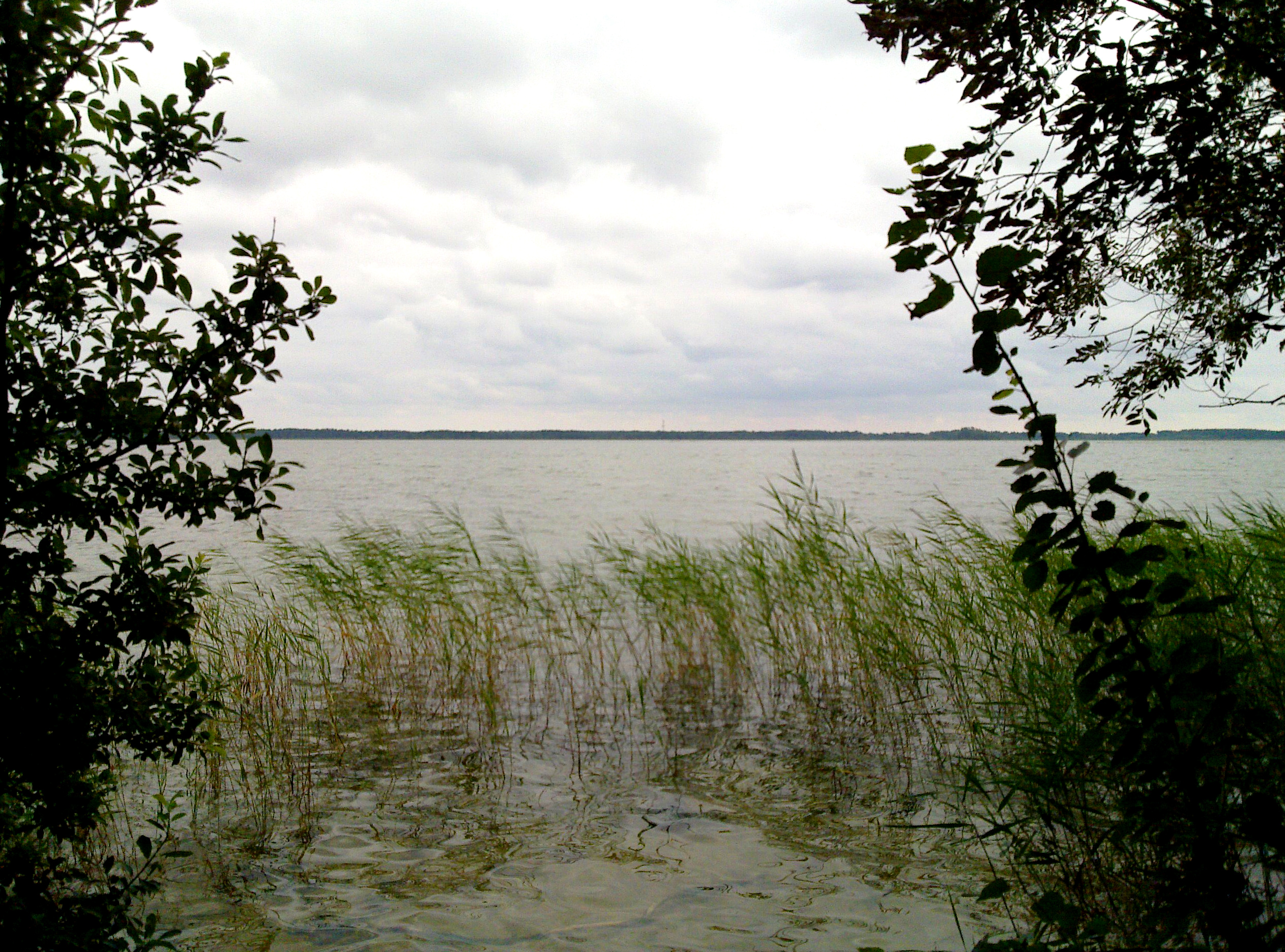
Här i Tingstäde träsk hade båten vid Bulverket sitt hemmavatten.

Båten vid Bulverket på Gotland är den större av tre vikingatida och tidigmedeltida båtar man funnit bland resterna av den pålbebyggelse som kallas Bulverket, en flytande bebodd bebyggelse som existerade på äldre medeltiden och låg mitt i Tingstäde träsk. 
Båten som varit enmastad och klinkbyggd är åtta meter lång och har dendrodaterats till 1130-talet. Efter marinarkeologiska undersökningar och dokumentation av båtfyndet har man på Gotland låtit bygga en rekonstruktion som fått namnet Krampmacken.